# Finnskogen
Finnskogen eller Finnskogene, som det egentlig hedder, er et fællesnavn på et stort skovområde, som strækker sig langs begge sider af rigsgrænsen mellem Norge og Sverige. Området kan groft set afgrænses af floden Glomma i vest og Klarälven i øst. Til Eidskog eller Eidskogen i syd og Rigsvej 25/Trysilvejen i nord. Kerneområdet for den norske finnekultur ligger i Grue og Åsnes kommuner.
Der findes også tilsvarende finnskoger eller finnemarker andre steder på Østlandet, både i Akershus og ved Drammen (Finnemarka).
Områderne har navn efter de finske immigranter, såkaldte skogfinner, som bosatte sig der i 1500 og 1600-tallet. Disse immigranter kom i overvejende grad fra området Savolax i Finland.
Skogfinner er i dag anerkendt som en national minoritet. Den årlige festival Finnskogdagene fejrer proklameringen af Republikken Finnskogen.